# Карловаць Феричанацький
Карловаць Феричанацький (хорв. Karlovac Feričanački) — населений пункт у Хорватії, у Вировитицько-Подравській жупанії у складі міста Ораховиця.

## Населення
Населення за даними перепису 2011 року становило 12 осіб.
Динаміка чисельності населення поселення:

## Клімат
Середня річна температура становить 10,83 °C, середня максимальна – 24,76 °C, а середня мінімальна – -5,36 °C. Середня річна кількість опадів – 764 мм.
| Клімат поселення                              | Клімат поселення | Клімат поселення | Клімат поселення | Клімат поселення | Клімат поселення | Клімат поселення | Клімат поселення | Клімат поселення | Клімат поселення | Клімат поселення | Клімат поселення | Клімат поселення | Клімат поселення |
| Показник                                      | Січ.             | Лют.             | Бер.             | Квіт.            | Трав.            | Черв.            | Лип.             | Серп.            | Вер.             | Жовт.            | Лист.            | Груд.            |                  |
| Середній максимум, °C                         | 6,42             | 7,90             | 12,34            | 16,60            | 21,60            | 24,76            | 24,15            | 23,77            | 19,64            | 14,48            | 8,90             | 4,73             |                  |
| Середня температура, °C                       | 0,54             | 2,01             | 6,45             | 10,71            | 15,71            | 18,89            | 20,82            | 20,44            | 16,31            | 11,16            | 5,56             | 1,39             |                  |
| Середній мінімум, °C                          | −5,36            | −3,87            | 0,56             | 4,82             | 9,82             | 13,00            | 17,48            | 17,12            | 12,98            | 7,82             | 2,24             | −1,93            |                  |
| Норма опадів, мм                              | 47               | 44               | 47               | 59               | 72               | 97               | 70               | 69               | 58               | 66               | 75               | 60               |                  |
| Середньомісячна швидкість вітру, м/с          | 2.22             | 2.46             | 2.72             | 2.63             | 2.34             | 2.15             | 2.11             | 1.92             | 1.96             | 2.04             | 2.18             | 2.26             |                  |
| Середньомісячна сонячна радіація, кДж/м²·день | 4219             | 6985             | 10801            | 15254            | 19236            | 21150            | 22130            | 20094            | 14814            | 9216             | 4814             | 3597             |                  |
| --------------------------------------------- | ---------------- | ---------------- | ---------------- | ---------------- | ---------------- | ---------------- | ---------------- | ---------------- | ---------------- | ---------------- | ---------------- | ---------------- | ---------------- |
| Джерело:                                      |                  |                  |                  |                  |                  |                  |                  |                  |                  |                  |                  |                  |                  |